# Tympanocryptis tetraporophora
Tympanocryptis tetraporophora — вид ігуаноподібних ящірок родини агамових (Agamidae). Ендемік Австралії.

## Поширення і екологія
Tympanocryptis tetraporophora мешкають у вгнутрішніх районах на сході Австралії, від Південної Австралії і заходу Нового Південного Уельсу до затоки Карпентарія на півночі Квінсленду та плато Барклі на сході центральної Північної Території. Вони живуть в напівпустелях, на сухих луках, в саванах і рідколіссях.